# Josefina de Hohenzollern-Hechingen
Josefina de Hohenzollern-Hechingen (Wadern, 14 de mayo de 1790- Viena, 25 de marzo de 1856) fue una princesa alemana miembro de la casa de Hohenzollern y, por su matrimonio, miembro de la nobleza húngara.

## Biografía
Fue la última de los hijos de Hermann, príncipe reinante de Hohenzollern-Hechingen y de su tercera esposa, la austríaca, María Antonia de Waldburg-Zeil-Wurzach (1753-1814). Tuvo varios hermanos enteros, fruto del matrimonio de sus padres:
- María Antonia Filipina (1781-1813), casada en 1803 con el conde Federico Luis de Waldburg-Capustigall (1776-1844).
- María Teresa Francisca (1784).
- Francisca Teresa Carolina (1786-1810).
- María Maximiliana Antonia (1787-1865), casada en primeras nupcias en 1811 con su primo el conde Everardo de Waldburg-Wurzach (1778-1814); y en segundas, con Clemente José de Lodron-Laterano (1789-1861).

Así mismo, tuvo otros hermanos de los dos anteriores matrimonios de su padre. Del primero de ellos con la condesa Luisa de Merode-Westerloo (1747-1774), tuvo a su hermana Luisa Juliana Constantina (1774-1846), casada con el barón Ludwig Heer von der Burg (1776-1833). Por su parte, del segundo matrimonio de su padre con la princesa Maximiliana de Gavre (1753-1778) tuvo un hermano, Federico (1778-1838) que, tras la muerte de su padre en 1810, le sucedería como príncipe reinante de Hohenzollern-Hechingen.
El 31 de agosto de 1811, Josefina contrajo matrimonio con el noble y jurista húngaro, conde Ladislao Festetics de Tolna.De este matrimonio tendría varios hijos:
- Elena Antonia Josefina (1812-1866), casada en primeras nupcias con el conde Alejandro de Wurttemberg, con descendencia; y en segundas nupcias con el barón saboyano Francisco Chollet du Bourget.
- Tassilo (1813-1883)
- Jorge (1814-1833), casado con la condesa Eugenia Erdödy (1826-1894), con descendencia
- Luis (1815-1889), casado con Luise Christine von Kotzebue.

Murió en Viena en 1856.

## Órdenes y cargos

### Órdenes
- Dama de la Orden de la Cruz Estrellada. ( Imperio austríaco, 1813)[3]

### Cargos
- Dama de Palacio [4]